# Robert Victor Jackson
Robert Victor Jackson (ur. 24 września 1946 w Johannesburgu) – brytyjski polityk, urzędnik i publicysta, poseł do Parlamentu Europejskiego I kadencji, w latach 1983–2005 członek Izby Gmin.

## Życiorys
Wychowywał się na terenie Kitwe w ówczesnej Rodezji Północnej, gdzie jego ojciec pracował w kopalniach. Uzyskał tytuł Master of Arts w St Edmund Hall w ramach Uniwersytetu Oksfordzkiego. W trakcie studiów kierował stowarzyszeniem debat Oxford Union, następnie został fellow w ramach All Souls College. Pracował jako doradca różnych ministrów, a także Christophera Soamesa jako wiceszefa Komisji Europejskiej (1974–1976) i gubernatora Rodezji Południowej (1979–1980). Pomiędzy 1976 a 1978 kierował gabinetem przewodniczącego Europejskiego Komitetu Ekonomiczno-Społecznemu. Od 1970 do 1974 publikował w gazecie „The Round Table” zajmującej się tematyką międzynarodową, napisał również kilka książek na tematy polityczne.
Został członkiem Partii Konserwatywnej. Od 1969 do 2005 zasiadał w radzie dystryktu City of Oxford. W 1974 bez powodzenia kandydował w wyborach powszechnych. W 1979 wybrany posłem do Parlamentu Europejskiego, przystąpił do frakcji Europejscy Demokraci, zasiadał w jej prezydium. W latach 1983–2005 pozostawał członkiem Izby Gmin, a od 2000 do 2001 także Zgromadzenia Parlamentarnego Rady Europy. Zajmował stanowiska podsekretarza stanu w departamencie edukacji i nauki (1987–1990) oraz departamencie zatrudnienia (1990–1992), a także młodszego ministra w biurze służby cywilnej i nauki (1992–1993). W 2005 przeszedł do Partii Pracy, w tym samym roku nie ubiegał się o reelekcję.
Żonaty z Caroline Jackson, także europosłanką.